# سلطان العكوز
سلطان العكوز (24 أبريل 2001-)، لاعب كرة قدم سعودي ولد في في مكة، السعودية. يلعب لنادي الوحدة.

## روابط خارجية
- سلطان العكوز على موقع قاعدة بيانات كرة القدم.إي يو (الإنجليزية)
- سلطان العكوز على موقع Soccerway.com (الإنجليزية)